# Шутинг брейк
Вижте пояснителната страница за други значения на Брейк.
Шутинг брейк (на английски: Shooting Brake или Shooting Break) е вид автомобилна каросерия, която най-точно може да се опише като комби с 3 врати или купе с отвесна задница.

## Етимология
Наименованието произлиза от английската дума shooting (в случая лов) и френската break (в случая комби). В миналото са произвеждани луксозни комбита с две врати по поръчка първоначално на ловци (оттам shooting), а по-късно и на спортисти като голфъри, жокеи, играчи на поло и др. Тези в повечето случаи богати хора искат да съчетаят лукса и стила на купето с обема на комбито, за да има начин да превозват екипировката си. Под названието break се продават комбитата на френски производители, които през 60-те години са мнозинство на пазара за комбита във Великобритания. Впоследствие думата break изчезва от английския език и е заменена от brake (спирачка), която се произнася по същия начин.

## Началото
Колата Астон Мартин DB5, която кара през 1963 г. собственика на Астон Мартин сър Дейвид Браун, който е и запален авджия и играч на поло, има един недостатък – тя не му предлага достатъчно място за превоз на ловджийските принадлежности, екипировката за поло и кучетата. Затова фирмата за производство на каросерии Тикфорд, която също принадлежи на сър Браун, превръща купето в комби. Това е първият в историята шутинг брейк и за първи път е представен пред публика на автоизложението в Париж през 1965 г. От този модел са изработени още 11 екзимпляра.

## Разпространение и видове
Разцветът на шутинг брейк моделите е през 60-те и 70-те години във Великобритания. Има два вида шутинг брейк. Т. нар. класически шутинг брейк представляват модификации на луксозни и скъпи автомобили като модели на Астон Мартин, Ферари, Порше и др., префасонирани от специализирани фирми в един или няколко екземпляра. Повечето такива модели принадлежат на колекционери и е рядкост да бъдат забелязани на друго място, освен на автоизложения. Другият тип шутинг брейк са произведени на базата на „всекидневни“, по-евтини модели и тези от тях, направени в по-големи количества са достъпни и за обикновения купувач. Един от най-обичаните и най-разпространени автомобили от този вид е Рилаянт Симитар GTE, който разполага с каросерия от стъклопластика и трилитров двигател Форд със 140 к.с. Други модели в серийно производство са Волво 1800 ES, Ланча Бета HPE, Йенсен GT.

## Днешни дни
В днешни дни терминът шутинг брейк не обозначава само гореспоменатия тип автомобил, но и се използва за всички модели хечбек с три врати и „отрязана“ задница. Така например под това определение попадат Алфа Ромео Брера и др. Типични представители на оригиналния шутинг брейк обаче са наследникът на Волво 1800 ES – Волво C30, както и прототипите на Ауди – Shooting Brake, БМВ, Шевролет и др.

## Модели

### „Класически“
- Астон Мартин DB5 Шутинг брейк (1963-1965) – 13 екземпляра
- Астон Мартин DB6 Шутинг брейк (1966) – 7 екземпляра
- Астон Мартин DBS Шутинг брейк – 1 екземпляр
- Астон Мартин Вираж Шутинг брейк (1992) – 4 екземпляра
- Астон Мартин V8 Вентидж Шутинг брейк (1999) – 1 или 2 екземпляра
- Астон Мартин Бертоне Джет II (2004) – 1 екземпляр
- Ламборгини 400GT Флаинг Стар II (1966) – 1 екземпляр
- Понтиак Файърбърд Камбек (1977) – 2 екземпляра
- Понтиак Файърбърд GTA Камбек (1986) – 2 екземпляра
- Порше 944 Карго (1988-2003) – 7 екземпляра
- Протоскар Порше 911 Дерендингер (2005) – 1 екземпляр
- Рапорт Форте Истейт (1983) – 1 екземпляр
- Ринспийд Порше 911 Бедуин (2003) – 1 екземпляр
- Ферари 250 GT Бредван (1961) – 1 екземпляр
- Ферари 330 GT Виняле (1968) – 1 екземпляр
- Ферари Дайтона Пантер Уестиндс Шутинг Брейк (1975) – 1 екземпляр
- Шевролет Корвет C3 Стейшън Уагон
- Ягуар XK150 Тоу Кар (1968) – 1 екземпляр
- Ягуар XJS Линкс Ивентър (1986-2002) – 67 екземпляра
- Форд Мустанг Стейшън Уагон

### „Всекидневни“
- Алфа Ромео Алфасуд Джардинета (1975-1981) – 5899 екземпляра
- Волво 1800 ES (1971-1973) – 8077 екземпляра
- Волво 480 (1985-1995) – около 80000 екземпляра
- Волво C30 (2006- )
- БМВ Z3 Купе, БМВ М Купе (1998-2002)
- Джилбърн Инвейдър Истейт (1971-1974)
- Йенсен GT (1975–1976) – 509 екземпляра
- Ланча Бета HPE (1974-1984) – 71257 екземпляра
- Лотус Еланбюланс (1965) – 2 екземпляра
- Морис Мини Травелър, Остин Мини Кънтримен (1960-1969) – съответно около 99000 и около 108000
- Мини Клубмен Истейт (1969-1983), МИНИ Клубмен (2008 – )
- Пежо 504 Брейк Ривиера (1971) – 1 (или 3) екземпляр
- Пининварина Гама Олджата (1982)
- Рилаянт Симитар GTE (1968-1980, 1988) – около 11000 екземпляра през първия период и 77 през 1988 г.
- Тойота Корола Лифтбек (1976-?)
- Триумф Хералд Истейт
- Фиат 130 Марема (1974) – 1 екземпляр
- Фиат 500 Джардиниера (1960-1977)
- Хонда Акорд Аеродек (1985-1989)

### Прототипи
- Ауди Шутинг Брейк (2005)
- БМВ Шутинг Брейк
- МИНИ Травелър (2006)
- Рено Алтика (2006)
- Шевролет Номад (1999, 2004)